# Brooke Scullion
Brooke Scullion, występująca po prostu jako Brooke (ur. 31 marca 1999 w Bellaghy) – irlandzka piosenkarka. Finalistka dziewiątej edycji edycji programu The Voice UK emitowanego przez ITV (2020). Reprezentantka Irlandii w 66. Konkursie Piosenki Eurowizji (2022).

## Życiorys
W 2020 wzięła udział w dziewiątej edycji programu The Voice UK; po etapie tzw. przesłuchań w ciemno dołączyła do drużyny Meghan Trainor, ostatecznie doszła do finału, w którym zajęła trzecie miejsce. 4 lutego 2022 zwyciężyła z utworem „That’s Rich” w programie The Late Late Show: Eurovision Special, stając się reprezentantką Irlandii w 66. Konkursie Piosenki Eurowizji w Turynie. 12 maja wystąpiła w drugim półfinale konkursu i nie zakwalifikowała się do finału. W 2023 roku w parze z Robertem Rowińskim została finalistką szóstej irlandzkiej edycji programu Dancing with the Stars.

## Dyskografia

### Minialbumy
- Chaotic Heart (2022)

### Single
| Rok                                                      | Tytuł          | Najwyższa pozycja na liście | Album              |
| Rok                                                      | Tytuł          | IRE                         | Album              |
| -------------------------------------------------------- | -------------- | --------------------------- | ------------------ |
| 2020                                                     | „Attention”    | –                           | Chaotic Heart (EP) |
| 2022                                                     | „That’s Rich”  | 54                          | Chaotic Heart (EP) |
| 2022                                                     | „Tongues”      | –                           | Chaotic Heart (EP) |
| 2022                                                     | „Heartbreaker” | –                           | Chaotic Heart (EP) |
| 2023                                                     | „Come Alive”   | –                           | –                  |
| 2023                                                     | „Being Alone”  | –                           | –                  |
| „–” oznacza, że singel nie był notowany na danej liście. |                |                             |                    |